# Dominionizm
Dominionizm – jest terminem używanym do określenia trendu w protestanckim chrześcijaństwie i fundamentalizmie, głównie - choć nie tylko - w Stanach Zjednoczonych, który dąży do ustanowienia specyficznych praktyk politycznych bazujących na wierzeniach religijnych. 
Termin ten uważa się za obraźliwy, napiętnowany negatywnym balastem. Jego użycie jest praktycznie ograniczone do krytyki chrześcijańskiej prawicy. Rozpowszechnił się w USA po wyborach prezydenckich w 2004 roku. 
Dominionizm opiera się w swej ideologii na poniższym cytacie z Księgi Rodzaju Starego Testamentu:
Potem rzekł Bóg: Uczyńmy człowieka na obraz nasz, podobnego do nas i niech panuje nad rybami morskimi i nad ptactwem niebios, i nad bydłem, i nad całą ziemią, i nad wszelkim płazem pełzającym po ziemi.
Pierwsza Księga Mojżeszowa 1:26, Biblia warszawska